# 東施厝坪
東施厝坪，原稱為施厝坪，是臺灣南投縣南投市的一個傳統地域名稱，位於該市中西部的南半側。相較於今日行政區，其範圍大致包括福山里東大半部（縣道139號以東）不含北部的林子排水以北地區、永興里中北部。

## 歷史
台灣清治末期至日治初期，東施厝坪地區為一街庄，稱為「施厝坪庄」，隸屬於南投堡。該庄北與草尾嶺庄為鄰，東與林仔庄、半山庄、牛運堀庄、三塊厝庄、茄苳腳庄為鄰，南邊及西邊為武東堡的施厝坪庄。
1901年（日治明治三十四年）11月，全台廢縣廳改設二十廳，該庄隸屬於南投廳。1903年（明治三十六年）6月，該庄編入「南投區」，隸屬於南投廳。1909年（明治四十二年）10月，合併二十廳為十二廳，南投區仍隸屬於南投廳。1920年（大正九年），全台地方制度大改正，廢十二廳改設五州二廳，該庄改制並改名為「東施厝坪」大字，隸屬於臺中州南投郡南投街。
戰後南投街改制為南投鎮，隸屬於臺中縣，大字亦改制為里。1950年10月，中、彰、投分治，南投鎮改隸屬南投縣。1981年，南投鎮升格為南投市。

## 聚落
本地區發展較早的聚落有施厝坪（東半部）、橫山（東半部）等，在日治期初期的官方地圖上已有記載。此外，本地區尚有荔枝腳、下橫山等聚落。

## 交通
縣道139號（八卦路、八德路、八卦路、嶺興路）是彰化至鹿谷初鄉的道路，大致以縱向由東施厝坪地區西北角蜿蜒入境後，沿西部邊界地帶而行，經施厝坪聚落西側外環道後至橫山聚落北郊的縣道139乙線起點路口，轉東南東再轉東北東再轉東以至出境。由該道路向北可前往芬園與員林／大村／花壇交界地帶、花壇與彰化交界地帶、彰化市區並止於省道台1線路口；向東可前往南投市區、中寮、集集、鹿谷等地。
縣道139乙線（八卦路、八卦路3巷、八卦路）是橫山至名間的道路，其西北側端點位於本地區西部邊界南側，也就是橫山聚落北郊的縣道139號轉角路口。由此向南轉南南西出境後，可前往西施厝坪南端、西施厝坪與許厝寮交界地帶、廍下、皮子寮、赤水、弓鞋、松柏坑、頂新厝、名間並止於省道台3線路口。
鄉道投20線（登施路）是施厝坪至樟樹公的道路，其西側端點位於本地區西部邊界中央偏北施厝坪聚落的縣道139號舊線（八卦路）路口。由此向東蜿蜒而行，其後轉東北東出境後可前往半山、林子並止於省道台3線路口。
鄉道投30線（八卦路、八卦路36巷）是橫山至虎山坑的道路，其西北側端點位於本地區西部邊界南側，也就是橫山聚落北郊的縣道139乙線路口。由此向東南東轉南南西再轉南微東進入橫山聚落，其後順路轉西再轉南再繞彎道轉西南再轉南，至八卦路36巷路口續向南再轉東沿本地區西南部邊界及南部邊界蜿蜒而行，出境後可前往茄苳腳西南端、大庄與廍下交界地帶、大庄南部、大庄與田子交界地帶、田子西南部、下新厝並止於省道台3線路口。

## 景點

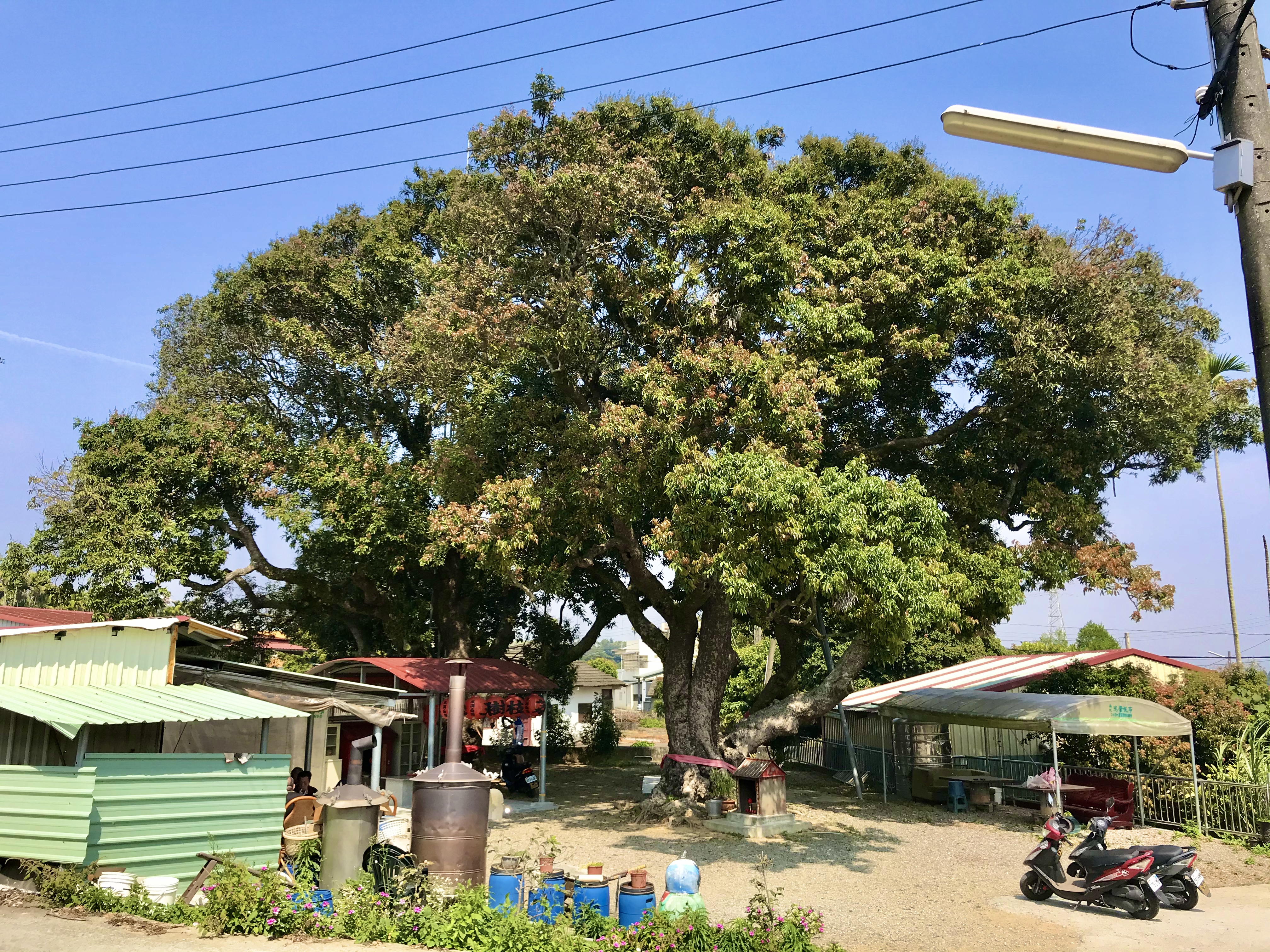
八卦山荔枝王

- 南投荔枝王